# Pichet Klunchun
Pichet Klunchun é um dançarino e coreógrafo tailandês contemporâneo. Klunchun começou a estudar dança tradicional tailandesa chamada khon aos dezesseis anos com o renomado mestre Chaiyot Khummanee. Khon é uma dança tradicional tailandesa focada em máscaras clássicas. Esse tipo de dança se desenvolveu no século XVII como um híbrido de rituais militares hindus e artes marciais tailandesas. Khon se concentra no épico Ramakiano, uma versão da história Ramayana de Rama, um avatar do Deus Hindu Vishnu, e sua esposa Sita, que é abduzida pelo rei demônio Ravana.  Klunchun estudou essa forma de arte, recebendo um diploma em dança clássica tailandesa na Universidade Chulalongkorn em Bangcoc. 
Em 2002, Klunchun viajou para os Estados Unidos com a ajuda de uma bolsa do Conselho Cultural Asiático . Ele continuou estudando dança na América, onde foi exposto à dança moderna. Foi essa experiência com outros tipos de dança que o inspirou a ir além do entendimento tradicional de khon para revitalizar essa dança tradicional. 
Quando ele retornou a Bangkok, Klunchun formou uma empresa chamada Lifework. Com esta empresa, ele incorporou suas novas idéias de dança moderna com as tradições de khon que aprendeu quando jovem. Em 2004, ele colaborou em uma peça com o pós-modernista Jérôme Bel para muitos elogios da crítica. Esse trabalho levou a mais aplausos internacionais e abriu caminho para a empresa de Klunchun viajar para os Estados Unidos. Desde então, eles se apresentaram em locais como o Fall for Dance de Nova York, o Lincoln Center e o Jacob's Pillow Dance Festival. 
Em 2008, Klunchun ganhou o Prêmio Princesa Margriet da Fundação Cultural Européia por sua peça "Pichet Klunchun e eu", de Pichet Klunchun e Jerome Bel. Este prêmio homenageia artistas que pressionam o público a ir além do medo da diferença cultural e do "outro". 